# Call of Duty: Warzone
A Call of Duty: Warzone egy 2020-ban megjelent, ingyenesen játszható battle royale stílusú belső nézetes lövöldözős videójáték volt, amelyet a Raven Software és az Infinity Ward fejlesztett, és az Activision adott ki. A játék 2020. március 10-én jelent meg PlayStation 4, Windows és Xbox One platformokra, a Call of Duty: Modern Warfare (2019) részeként, és később összekapcsolták a Call of Duty: Black Ops Cold War (2020) és a Call of Duty: Vanguard (2021) játékokkal is, ugyanakkor egyik említett játék megvásárlása nem volt szükséges a Warzone futtatásához.
2023 júniusában az Activision bejelentette, hogy a Warzone szervereit 2023. szeptember 21-én leállítják, hogy a fejlesztést a Warzone 2.0-ra összpontosítsák.

## Játékmenet
A Warzone a Call of Duty franchise második fő battle royale játéka, a Call of Duty: Black Ops 4 „Blackout” módját követően. A Warzone különbözik a Blackouttól abban, hogy csökkenti a felszerelhető kütyükre való támaszkodást, és ehelyett arra ösztönöz, hogy a játékosok egy új, "Cash" nevű játékon belüli valutát gyűjtsenek. A játék egy meccsben akár 150 játékost is támogat, ami meghaladja a battle royale játékokban megszokott 100 fős létszámot.

### Játékmódok
A megjelenéskor a Warzone két fő játékmódot tartalmazott: a Battle Royale-t és a Plunder-t. Ezek a játékmódok kezdetben háromfős osztagokban („Triók”) voltak játszhatók, azonban a megjelenés utáni frissítések lehetővé tették más osztagméretek — például egyéni (Solos), kettős (Duos) és négyfős (Quads) — használatát is. A Battle Royale és a Plunder mellett a játék életciklusa során számos új játékmód is bevezetésre került, köztük különféle időszakos (limited-time) módok, valamint a „Resurgence” nevű játékmód. A Warzone-t ezen felül arra is használták, hogy közelgő Call of Duty címeket mutassanak be hasonló időszakos játékmódok keretében.

#### Battle Royale
A Battle Royale mód hasonló az ebbe a műfajba tartozó címekhez, ahol a játékosok egy folyamatosan szűkülő térképen küzdenek egymással, hogy végül egyvalaki (vagy egy csapat) maradjon életben. A játékosok ejtőernyővel érkeznek egy nagy játéktérképre, ahol kezdetben csak egy alap, testreszabás nélküli pisztollyal és két páncéllemezzel rendelkeznek. Leszállás után más játékosokkal találkoznak, és a térképet járva különböző felszereléseket gyűjthetnek össze, amelyek egy hagyományos „loadout” elemeit tartalmazzák: elsődleges és másodlagos fegyvereket, halálos és taktikai eszközöket, speciális képességeket („field upgrades”), valamint killstreak-eket. Emellett további páncéllemezeket is felvehetnek, amelyek extra védelmet biztosítanak. Az ilyen tárgyakat a földön elszórva vagy kijelölt helyeken található ellátmányládákból lehet megszerezni.

#### Plunder
A Plunder módban a csapatoknak a térképen szétszórt pénzkötegeket („Cash”) kell keresniük, hogy összegyűjtsenek 1 millió dollárt. Amint ez az összeg megvan, vagy ha az idő lejárta közeledik, a játék túlórába lép, ahol minden megszerzett pénz 1,5-szörös értéket ér. Az a csapat nyer, amelyik a legtöbb pénzt gyűjtötte össze, amikor az idő lejár. Ebben a játékmódban a játékosok automatikusan újraélednek halál után. A játékosok egyéni, testreszabott felszereléssel kezdenek, hasonlóan a hagyományos többjátékos (multiplayer) módokhoz.

#### Resurgence
A Resurgence mód a Black Ops Cold War tartalmainak Warzone-ba való integrálásával jelent meg, és a Battle Royale egy módosított változata. Ebben a módban, ha egy játékos meghal, újraéledhet a mérkőzésben, amennyiben legalább egy csapattársa életben van. Ha az egész osztag egyszerre esik ki, akkor a csapat végleg kiesik a meccsből. Egyéni (solo) játékmódban minden játékos kap egy visszaszámlálót, amelyet ki kell várnia, mielőtt újraéledhet. A Gulag mechanika nem működik a Resurgence játékmódokban.

## Fejlesztés
A Warzone 2020. március 10-én jelent meg, miután az azt megelőző hónapban több hiba és kiszivárgás is napvilágot látott. A játék létezését egy Reddit-bejegyzés már egy hónappal korábban kiszivárogtatta, és ugyanebben az időszakban egy szoftverhiba rövid időre lehetővé tette, hogy a játékosok megtekinthessék a megjelenés előtti Verdansk térkép korai változatát. 2020. március 8-án, két nappal a hivatalos megjelenés előtt a Chaos nevű Youtuber egy 11 perces videót tett közzé a játék előzetes játékmenetéről. A videót később eltávolították, és 2020. március 9-én az Activision hivatalosan bejelentette, hogy a Warzone másnap, március 10-én jelenik meg. 2022 márciusában az Activision bejelentette, hogy készül a Warzone mobilverziója, amely végül 2024. március 21-én jelent meg.

## Fogadtatás
| Összegzőoldal | Értékelés |
| ------------- | --------- |
| Metacritic    | 79/100    |

| Szerző   | Értékelés |
| -------- | --------- |
| GameSpot | 7/10      |
| IGN      | 7/10      |
| VG247    | 3/5       |

A Call of Duty: Warzone a Metacritic értékelésgyűjtő oldal szerint minden platformon "általában kedvező" kritikákat kapott a szakértőktől.
A GameSpot 7/10 pontszámot adott a játéknak, és a következőképpen foglalta össze véleményét: „A Warzone nagyszerű második próbálkozás a Call of Duty-tól a battle royale műfajban, amely végre sikeresen kialakítja saját identitását az ismert formula érdekes újításain keresztül. A halál szokásos rendjének megfordítása és a feszültséggel teli Gulag párbajok több lehetőséget adnak arra, hogy a meccsben maradj, miközben arra is ösztönöznek, hogy még a rivális osztag kiiktatása után is figyelj a környezetedre.”
Az IGN szintén 7/10 pontszámot adott a játéknak, és így nyilatkozott: „A Call of Duty: Warzone béta változata továbbra is nagyon élvezetes marad, még annak ellenére is, hogy komoly kompromisszumokat hoztak a mélység terén az azonnali kielégülés érdekében.”

## Díjak, elismerések
| Év   | Díj             | Kategória                            | Eredmények |
| ---- | --------------- | ------------------------------------ | ---------- |
| 2020 | The Game Awards | Legjobb multiplayer                  | Jelölve    |
| 2020 | The Game Awards | Legjobb jelenleg is támogatott játék | Jelölve    |

## Fordítás
Ez a szócikk részben vagy egészben  a   Call of Duty: Warzone című angol Wikipédia-szócikk ezen változatának fordításán alapul.  Az eredeti cikk szerkesztőit annak laptörténete sorolja fel. Ez a jelzés csupán a megfogalmazás eredetét és a szerzői jogokat jelzi, nem szolgál a cikkben szereplő információk forrásmegjelöléseként.